# Embalse de Ulldecona
El embalse de Ulldecona está situado en el municipio de la Puebla de Benifasar, provincia de Castellón (Comunidad Valenciana, España.)
Se trata de una presa de gravedad ubicada en las montañas de la Tenencia de Benifasar y los Puertos de Tortosa-Beceite.

## Descripción
El embalse está en la confluencia de tres barrancos: el de la Fou, el de Teulatí (o de la Tenalla) y el de la Pobla, todos en la cuenca del río Cenia.
La presa fue construida en 1967, financiada por labradores del pueblo de Ulldecona (de ahí su nombre). Embalsa una superficie de 817 ha, con una capacidad de 11 hm³.
La presa pertenece a la Confederación Hidrográfica del Júcar.
El pueblo abandonado de Mangraner está localizado al noroeste del embalse, no lejos de la orilla.

## Turismo
El embalse atrae turistas, especialmente en el verano. Junto al embalse hay un restaurante y alojamiento. Se alquilan hidropedales y barcas, que permiten disfrutar de las vistas del lago. También se proporciona información sobre rutas de senderismo por las montañas calizas que lo rodean.
La forma más fácil de llegar al embalse de Ulldecona es desde la cercana población de Cenia.

## Galería

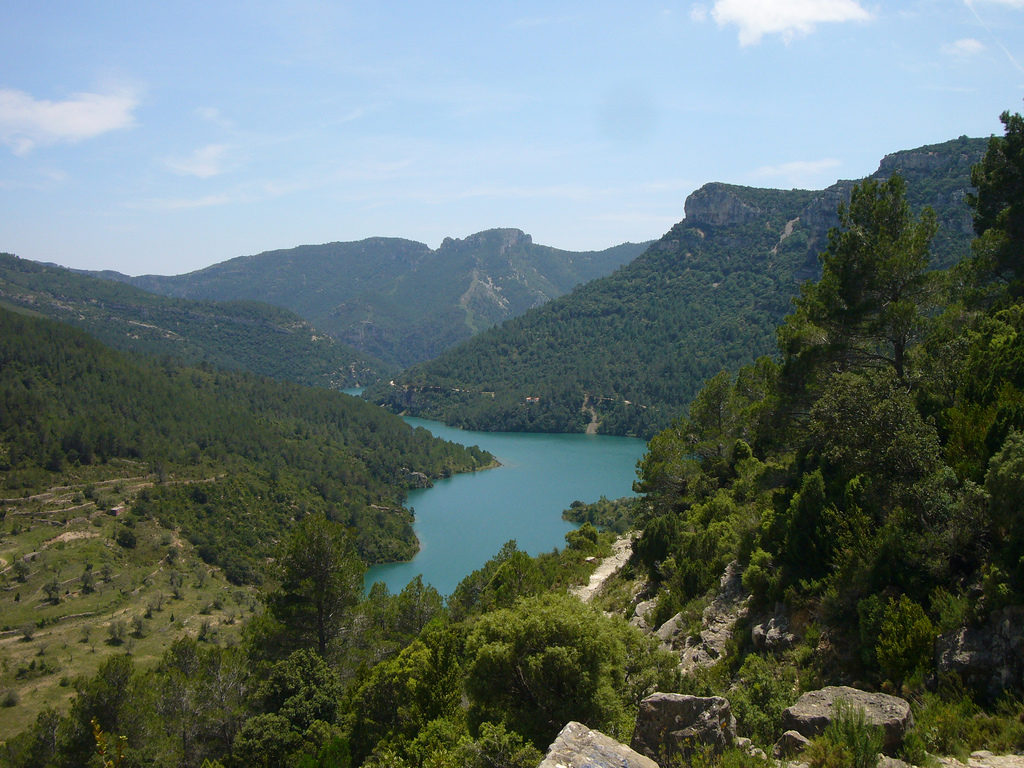
El embalse en un día de verano
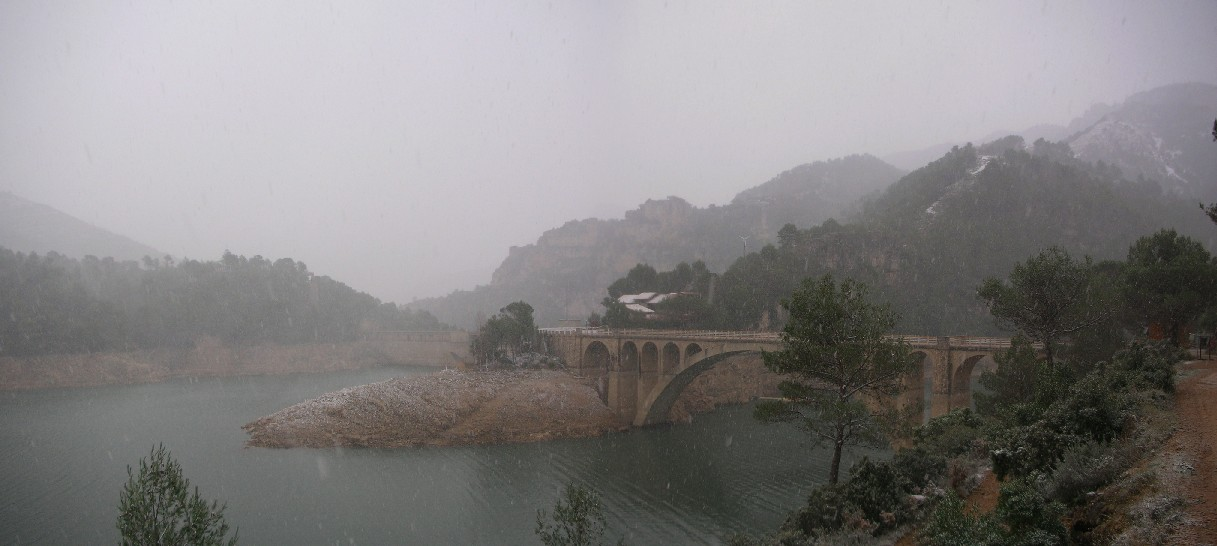
El embalse bajo una tormenta de nieve en invierno
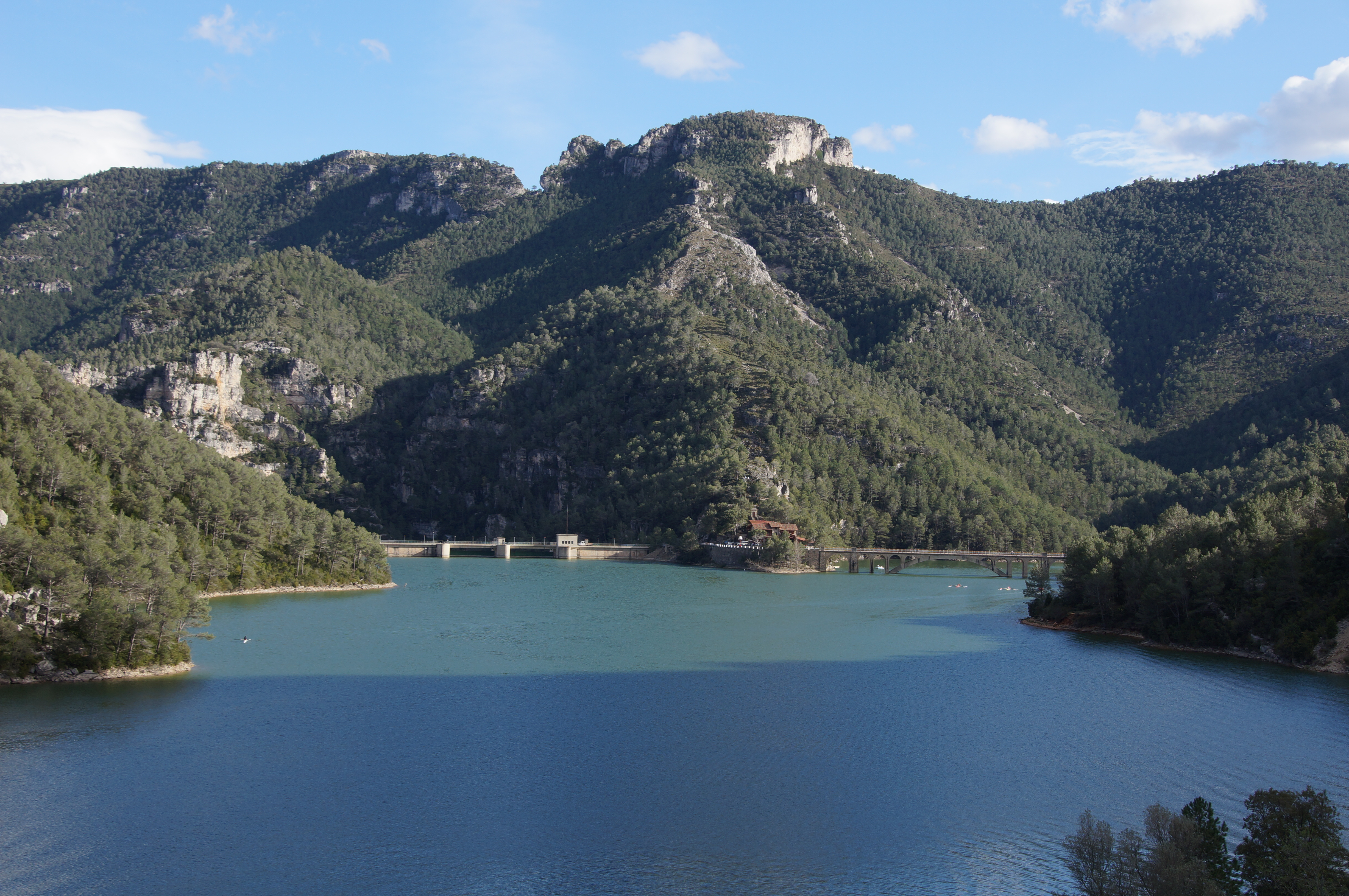
Vista de la presa y del puente que cruza el embalse
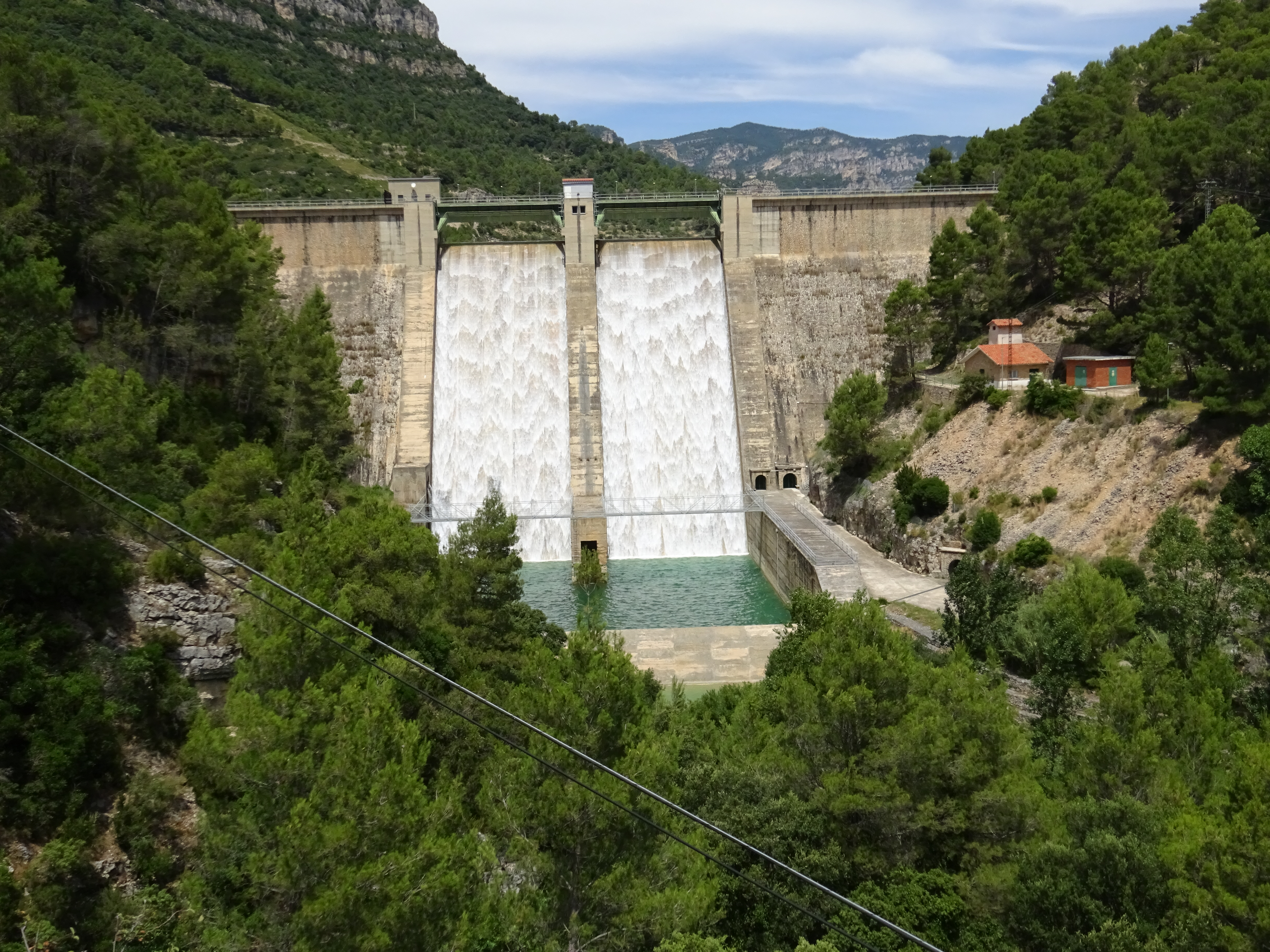
Presa desembalsando agua